# Clinton Ford
Clinton Ford, geboren als Ian George Stopford Harrison (Salford, 4 november 1931 – Man, 21 oktober 2009) was een Britse zanger uit de jaren 1950 en 1960.

## Carrière
Aanvankelijk werkte hij als laboratorium-assistent, maar in 1957 werd hij een Butlins Redcoat in Pwllheli en werkte daar drie zomerseizoenen. Tijdens de winter zong hij met de Merseysippi Jazz Band in de Cavern Club in Liverpool. Hij nam meerdere songs met hen op zoals Get Out and Get Under.
Hij begon zijn carrière als Clinton Ford bij Oriole Records. Hij wijzigde zijn naam omdat deze niet paste bij sommige van zijn Amerikaanse songs. Hij verkoos skiffle in de Backwoods Skiffle Band en nam enkele niet succesvolle singles op met de Hallelujah Skiffle Group. Hij trad op in de Royal Albert Hall en met Ken Dodd bij diens tv-shows. Hij trad ook op in Stars and Garters, The Billy Cotton Band Show en The Good Old Days.
Ford had zijn eerste succes met een cover van Old Shep van Red Foley, die de hitlijst bereikte in 1959. Ford schonk al zijn licentiegelden van zijn opnamen aan de Guide Dogs for the Blind. Het was de enige versie van de song ooit in het Verenigd Koninkrijk. Zijn volgende singles waren Too Many Beautiful Girls en Fanlight Fanny, die zijn meest succesvolle single werd (#22, maart 1962). Zijn album Fanlight Fanny (#16, 1962) haalde ook de albumhitlijst. Hij toerde met Kenny Ball & his Jazzmen en speelde in de Cavern Club rond het tijdstip, dat The Beatles populariteit begonnen te krijgen.
Zijn carrière overleefde veel van zijn tijdgenoten en zijn singles verschenen in de Britse hitlijst over een tijdspanne van meer dan acht jaar. Hij werd ook veel gevraagd voor BBC radioprogramma's, zoals Saturday Club, waar een livezanger was vereist om standards en covers te zingen van bestaande hitsongs.
Na zijn opnamen voor Columbia Records, verkaste Ford in 1966 naar Piccadilly Records. In 1967 bereikte hij weer de Britse hitlijst met Run To The Door en werden andere singles uitgebracht, waaronder Dandy van the Kinks met als B-kant Why Don't Women Like Me en This Song is Just For You. In 1968 maakte Ford het comic-album Clinton the Clown met George Chisholm & the Inmates in een single all-night sessie. Het album bevatte The Old Bazaar in Cairo, dat Ford schreef met Ken Morris en Charlie Chester en het suggestieve My Baby's Wild About My Old Trombone.
Hij construeerde een gastenhuis met zijn vrouw op het eiland Man, maar ging door met toeren door de jaren 1980 en 1990. Brian Matthew, oud-diskjockey van BBC Radio, was getuige op Fords huwelijk en openbaarde tijdens zijn Sounds of the '60s-show in maart 2007, dat Ford woonde op het eiland Man en ernstig ziek was, niet in staat was om te werken en bedlegerig was. Fords nummer Dance With a Dolly (With a Hole in Her Stocking) werd gekozen door tv-producent Anne Wood als een van haar Desert Island Discs in oktober 2011.

## Overlijden
Clinton Ford overleed op 21 oktober 2009 op 77-jarige leeftijd. Hij werd bijgestaan door zijn vrouw Margaret Ford-Worsfold, waarmee hij was getrouwd vanaf 1962, en zijn vier kinderen.

## Discografie

### Singles
- 1959: Old Shep
- 1961: Too Many Beautiful Girls
- 1962: Fanlight Fanny
- 1966: Why Don't Women Like Me?
- 1966: Dandy
- 1967: Run to the Door
- 1968: The Last One to Say Goodnight

### Albums
- 1962: Clinton Ford
- 1965: Listen With Us
- 1968: Clinton The Clown met George Chisholm (Pye Records)
- 1969: Songs For Children Aged One to a Hundred Marble Arch Records

- International Standard Name Identifier: 0000 0000 7220 3908
- Library of Congress Control Number: no2009166987
- MusicBrainz: a8eda783-660b-4f87-9f0e-1b20e8892549
- Virtual International Authority File: 101533985
- WorldCat: E39PBJcGhc3XMTw8cMc93Jg9Xd